# Rhagio nigritus
Rhagio nigritus är en tvåvingeart som först beskrevs av Fabricius 1794.  Rhagio nigritus ingår i släktet Rhagio och familjen snäppflugor.
Artens utbredningsområde är Italien. Inga underarter finns listade i Catalogue of Life.